# Henri Attarian
Henri Attarian est un joueur français de football.